# Okres Považská Bystrica
Der Okres Považská Bystrica ist ein Verwaltungsgebiet im Nordwesten der Slowakei mit 64.708 Einwohnern (2004) und einer Fläche von 463 km².
Historisch gesehen liegt der Bezirk liegt im ehemaligen Komitat Trentschin (siehe auch Liste der historischen Komitate Ungarns).

## Bevölkerung
| Jahr                | 1994   | 2004    | 2014    | 2024    |
| ------------------- | ------ | ------- | ------- | ------- |
| Anzahl der Personen | 65.381 | 64.708  | 63.176  | 60.361  |
| Unterschied         |        | −1,02 % | −2,36 % | −4,45 % |

| Jahr                | 2023   | 2024    |
| ------------------- | ------ | ------- |
| Anzahl der Personen | 60.577 | 60.361  |
| Unterschied         |        | −0,35 % |

## Städte
- Považská Bystrica (Waagbistritz)

## Gemeinden
| - Bodiná - Brvnište - Čelkova Lehota - Dolná Mariková - Dolný Lieskov - Domaniža - Ďurďové - Hatné - Horná Mariková | - Horný Lieskov - Jasenica - Klieština - Kostolec - Malé Lednice - Papradno - Plevník-Drienové - Počarová - Podskalie | - Prečín - Pružina - Sádočné - Slopná - Stupné - Sverepec - Udiča - Vrchteplá - Záskalie |

Das Bezirksamt ist in Považská Bystrica.

## Kultur
In dem Artikel Denkmalgeschützte Objekte im Okres Považská Bystrica findet man Informationen über die vom slowakischen Denkmalamt geschützten Objekte im Okres.